# Agencia Adventista de Desarrollo y Recursos Asistenciales
La Agencia Adventista de Desarrollo y Recursos Asistenciales (ADRA) (en inglés: Adventist Development and Relief Agency) es la rama humanitaria mundial de la Iglesia Adventista del Séptimo Día, establecida con el propósito específico de desarrollar económica y socialmente comunidades desfavorecidas y ayudar a paliar efectos de desastres.
ADRA Internacional cumple su misión en 130 países, sin discriminación por raza, género o creencias políticas o religiosas. Opera en cinco actividades principales: seguridad alimenticia, desarrollo económico, primeros auxilios, respuesta a desastres y catástrofes y educación básica.

## Misión
La misión de ADRA es la siguiente:

«ADRA trabaja con la gente en pobreza y sufrimiento para crear un cambio justo y positivo a través de alianzas potenciadoras y acciones responsables»
ADRA.

La ADRA dice que la razón de su existencia es "seguir el ejemplo de Cristo siendo una voz para servir y acompañar a los necesitados".

## Visión
La visión de ADRA es la siguiente:

ADRA es una red profesional formativa y eficiente construida con integridad y transparencia. Se extiende más allá de las fronteras, fortaleciendo y abogando a favor de los que se encuentran en situación de riesgo y olvido para lograr cambios verificables, documentados y duraderos en las personas y en la sociedad.
ADRA.

## Orígenes
Los orígenes de ADRA, Agencia Adventista para el Desarrollo y Recursos Asistenciales, se sitúan aproximadamente en la década de 1980. Pero la acción humanitaria adventista es anterior. En 1918, justo después de la Primera Guerra Mundial, la Iglesia Adventista del Séptimo Día estableció un comité‚ de ayuda a Europa a causa de los desastres producidos por la contienda. Los primeros países que recibieron ayuda humanitaria de los creyentes adventistas fueron: Bélgica, Francia, Alemania, Turquía, Egipto, Rusia y China. 
Después, y a causa de la Primera Guerra Mundial, la devastación en Europa, el norte de África y países de Asia, hizo que de forma inmediata la Iglesia Adventista se organizase para prestar su ayuda a las víctimas de la guerra. Se prepararon almacenes para organizar y procesar los materiales y alimentos que, posteriormente, se enviaron por barco a los diferentes países que sufrieron los horrores de la guerra.
En 1956 la Asociación General de la Iglesia Adventista creó el SAWS, Servicio de Beneficencia o Sociedad de Servicios Comunitarios. Este nombre fue modificado en 1973 denominándose Servicio Mundial de la Iglesia Adventista. En cada país este servicio tenía un nombre distinto. En los países de habla hispana se denominó ACFE, Asociación Civil Filantrópica y Educativa. Pero en 1983 este servicio de alcance mundial tomó el nombre actual de ADRA. El objetivo era poner más énfasis en programas de desarrollo para los países más pobres, y potenciar la ayuda humanitaria y de emergencia allí donde las necesidades fuesen más perentorias.
ADRA está considerada por los organismos internacionales como una red de agencias de ayuda humanitaria y de desarrollo. Es una ONG confesional que estando vinculada a la Iglesia Adventista, mantiene su estructura y organización administrativa de manera independiente. En los momentos actuales está actuando en más de ciento treinta países. 

## Ejemplos del quehacer de ADRA en Haití
Tras el terremoto de magnitud 7 en la escala de Richter, que afectó a Haití el 12 de enero de 2010. ADRA puso en marcha un plan para ir en ayuda de los damnificados. La respuesta de ADRA se muestra a continuación en números:
- 4,200,000: Tabletas para el tratamiento de agua que fueron distribuidas por ADRA para proveer acceso adicional al agua limpia por parte de las personas afectadas. La tableta de tratamiento de agua demora 20 minutos en purificar un litro de agua.

- 1,300,000: Raciones de alimentos que ADRA distribuyó entre las víctimas sobrevivientes hasta la fecha.

- 1,000,000: Valía de la ayuda en dólares estadounidenses con que ADRA contribuyó en respuesta al sismo de Haití a solo horas del desastre.

- 200,000: Número de pobladores haitianos que se beneficiaron del sistema de purificación de agua más grande de ADRA, que fuera instalado el 28 de enero de 2010. El nuevo sistema puede suministrar aproximadamente 17 galones (64 litros) de agua por minuto, y actualmente está siendo operado por un equipo de voluntarios de ADRA y líderes locales.

- 153,000: El número de personas que ADRA espera alimentó durante dos intensas semanas de distribución de alimentos realizándose actualmente en Puerto Príncipe (Haití), las que están siendo coordinadas por el Programa Mundial de Alimentación de las Naciones Unidas (WFP). Cada día, ADRA proveyó 25 kilogramos de raciones de arroz a 1,700 familias, o aproximadamente 10,200 personas, lo que fue suficiente para alimentarlas por dos semanas.

- 100,000: El número de libras (45 toneladas) de arroz, frijoles, aceite y sal que fueron distribuidas el 25 de enero a miles de sobrevivientes desplazados que actualmente están viviendo en las áreas de la Universidad Adventista de Haití, al suroeste de Puerto Príncipe.

- 71,000: Valor en dólares norteamericanos de un embarco de suministros médicos enviados por el Hospital Florida en Orlando, el 21 de enero. La donación incluyó 23 paletas de solución IV, líneas IV, antibióticos, analgésicos, máscaras, y otros suministros de emergencia, que fueron entregados al Hospital Adventista de Haití.

- 55,000: El número de personas que han ganado acceso al agua potable a través de 12 puntos de agua adicionales instalados por ADRA y su compañera GlobalMedic a través de toda la región de Carrefour.

- 15,000: Cuantía, en dólares norteamericanos, de los suministros médicos dados para la respuesta de Heart to Heart International (Corazón a Corazón Internacional).

- 1,000: El número de libras (454 kilogramos) de suministros médicos donados por la organización International Aid (Ayuda Internacional).

- 40: paletas de lonas, cubiertas de plástico denso, agua, artículos de higiene, generadores, suministros para cuidado infantil, y material sanitario enviado a través de ADRA a Haití por Harvest Time International, una organización asentada en Florida.

- 11: El número de oficinas de la Red de ADRA que han aportado personal para la respuesta de emergencia.[5]